# 저빌쥐속
저빌쥐속(Eligmodontia)은 비단털쥐과 목화쥐아과에 속하는 남아메리카 설치류 속이다. 볼리비아와 칠레, 아르헨티나에 제한적으로 분포한다. 파타고니아의 안데스산맥 동쪽 면을 따라서 남아메리카 차코 가시 숲에서 발견된다. 분포 지역의 고지대와 저지대의 건조 서식지와 반건조 서식지 모두에서 서식한다. 7종을 포함하고 있다.

## 하위 종
| - 고지대저빌쥐 (E. bolsonensis) - 모래언덕저빌쥐 (E. dunaris) - 털북숭이발저빌쥐 (E. hirtipes) - 몬테저빌쥐 (E. moreni) | - 모르간저빌쥐 또는 서부파타고니아저빌쥐 (E. morgani) - 안데스저빌쥐 (E. puerulus) - 동부파타고니아저빌쥐 (E. typus) |